# The Runaway Match, or Marriage by Motor

The Runaway Match, or Marriage by Motor est un film britannique réalisé par Alf Collins, produit par Gaumont British Picture Corporation, sorti en 1903.
C'est un des premiers films qui utilise le principe du travelling et du champ-contrechamp. C'est aussi une des premières course-poursuite en voiture du cinéma,.
Le réalisateur est obligé, pour que le public comprenne la simultanéité et le sens des plans mis bout à bout, d'indiquer le passage d'une voiture à l'autre, par des intertitres : « voiture poursuivie », « voiture des poursuivants »

## Synopsis
Deux amoureux s'enfuient en voiture, poursuivis par le père de la mariée. Ils se marient à l'église, et le père arrive trop tard pour empêcher le mariage, mais se réconcilie avec son gendre.

## Fiche technique
- Titre alternatif : Elopement à la Mode
- Réalisation : Alf Collins
- Production : Gaumont British Picture Corporation
- Durée : 5 minutes (283 ft)[5]
- Date de sortie : novembre 1903